# 劉嘉敏
劉嘉敏，MBE，JP（1944年3月2日—），現為香港電腦學會秘書長(名譽)、惠普亞太區（香港）有限公司顧問，曾於1996至2001年出任香港首任個人資料私隱專員。

## 背景
劉嘉敏在1944年3月2日生於香港，1953年之前在外地生活，1953年至1962年間入讀喇沙小學及喇沙書院。其後於1962年至1963年負笈英國Dogellan Grammar School，1963年至1966年於曼徹斯特大學修讀物理學榮譽學士課程，1967年至1968年轉到倫敦大學完成電腦科學碩士學位。劉嘉敏同期自1967年起任職倫敦International Computers Limited 程式編寫員，1968年至1969年升為助理系統工程師，繼而於1969年至1973年擔任系統執行管理人員。1973年，他決定回到香港發展事業，加入政府成為公務員，任職於政府計算機數據處理處處長。直至1985年轉職萬國寶通銀行任董事局副主席。離開政府前曾於1982年取得哈佛商學院管理發展課程文憑。離開政府後則擔任過香港城市大學教授。
1984年，劉嘉敏獲頒授 MBE 勳銜。及後他於1985年獲委任為香港理工學院電腦學系部門顧問團主席（1977年成為該團成員），1986年獲推選爲香港計算機學會院士（Distinguished FHKCS） 。在2001年6月獲香港政府委任為太平紳士。到了2009年獲推選爲香港工程師學會院士（FHKIE） 。並於2013年11月獲香港電腦學會頒發終身成就獎（the APICTA Lifetime Achievement Award）。

## 個人生活
劉嘉敏已婚，婚後與妻子Nancy Kit育有1子2女。

## 過往公職
- 香港個人資料私隱專員
- 政府電腦資料處理處（資訊科技署(ITSD)、政府資訊科技總監辦公室(OGCIO)前身）首長 [6]
- 香港電腦學會會長、副會長
- 香港城市大學 Information Systems學系顧問委員會主席
- 香港政府創新及科技基金評審委員 [7]
- 香港互聯網註冊管理有限公司董事
- 醫院管理局病人資料安全及私隱專責小組主席 [8]
- 世界自然基金會(WWF)香港行政總裁 [9]